# Muhasan
Muhasan (arab. موحسن) – miasto w Syrii, w muhafazie Dajr az-Zaur. W 2004 roku liczyło 9501 mieszkańców.